# Fārsīāt-e Kūchek
Fārsīāt-e Kūchek (persiska: فارسیات کوچک) är en ort i Iran.   Den ligger i provinsen Khuzestan, i den västra delen av landet, 600 km sydväst om huvudstaden Teheran. Fārsīāt-e Kūchek ligger 12 meter över havet och antalet invånare är 261.
Terrängen runt Fārsīāt-e Kūchek är mycket platt.Runt Fārsīāt-e Kūchek är det ganska tätbefolkat, med 144 invånare per kvadratkilometer. Närmaste större samhälle är Qajarīyeh-ye Yek, 10,5 km söder om Fārsīāt-e Kūchek. Omgivningarna runt Fārsīāt-e Kūchek är i huvudsak ett öppet busklandskap.